# ベセルパーク (ペンシルベニア州)
ベセルパーク（英: Bethel Park）は、アメリカ合衆国ペンシルベニア州のアレゲニー郡にある町（ボロ）である。人口は3万3577人（2020年）。ピッツバーグの南西13キロメートルにあるベッドタウンである。

## 歴史

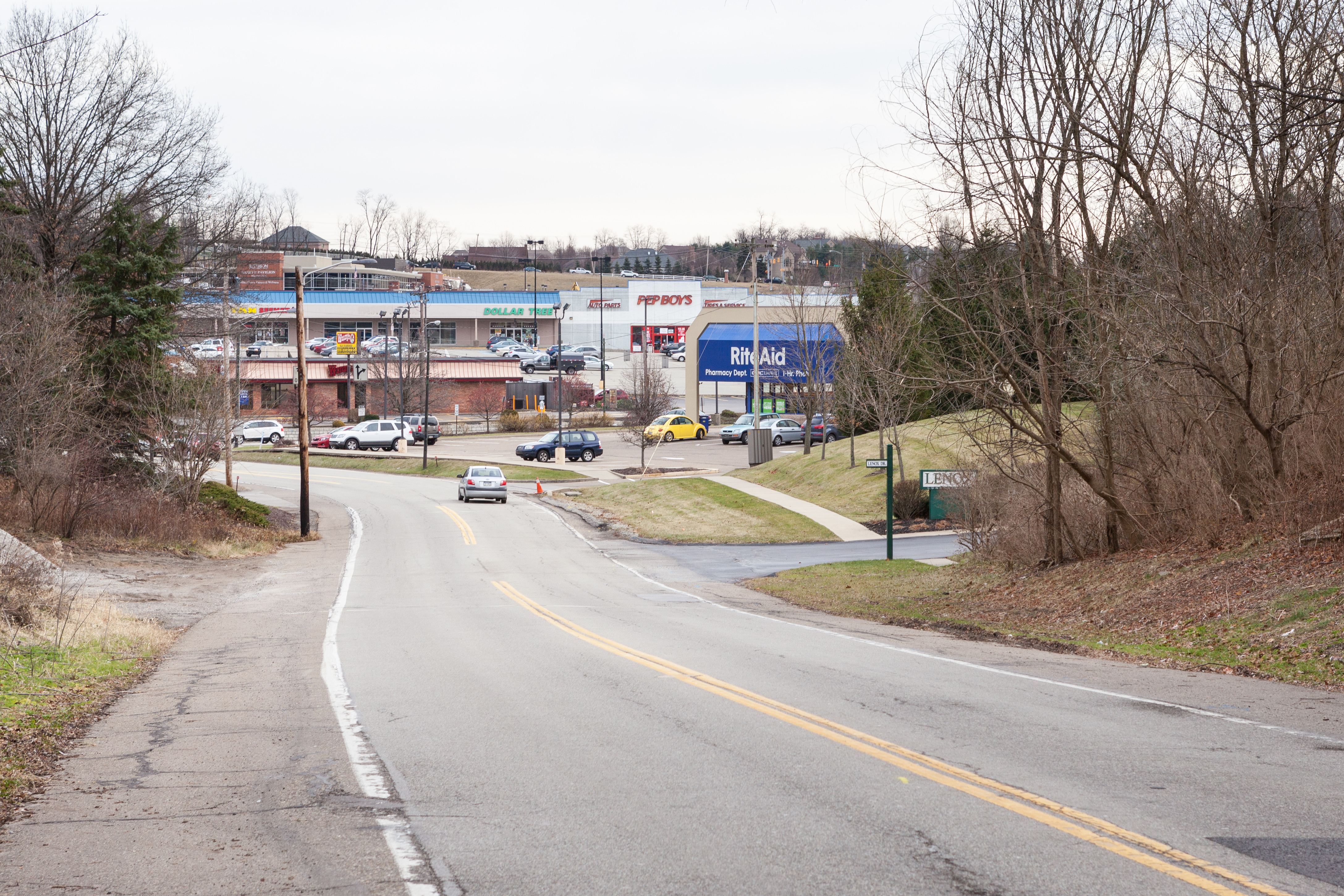
アメリカ合衆国初の武装自動車強盗が起きた場所

ベセルパークとなっている地域は当初1800年頃に入植され、まず1866年にベセル・タウンシップとして設立された。ベセルパークは1949年3月17日にボロとして法人化され、1978年にはホームルール自治体となった。
1927年3月11日、アメリカ合衆国初の武装自動車強盗が起きた。カバーデール鉱山の方向に向かっていたブリンクスのトラックが、約1マイル (1.6 km) 手前で攻撃された。ポール・ジャウォースキーとその「フラットヘッド」ギャングがダイナマイトで道路を破壊し、鉱山の給与を盗んだ。

## 地理
ベセルパークは北緯40度19分38秒 西経80度2分15秒 / 北緯40.32722度 西経80.03750度 (40.327102, -80.037491)に位置している。
アメリカ合衆国国勢調査局に拠れば、領域全面積は11.7平方マイル (30 km2)であり、全て陸地である。平均標高は1,197フィート (365 m) である。ベセルパークはアレゲニー台地地形区分のピッツバーグ低台地とウェインズバーグ丘陵部の境目に位置している。その地域は一時的な小さな支流が本流の支流に合流する、丁寧に断層ができた場所という特徴がある。
最高地点は領域の南西部にあるロッキーリッジであり、標高は1,370フィート (420 m)、最低地点はパイニーフォークとアルシップラン両クリークが合流する南東隅の標高980フィート (300 m) である。

## 地質
ベセルパークで露出している岩石は、大半が砂岩、石灰岩、頁岩であり、幾らか石炭層（レッドストーン、ウェインズバーグ、ワシントンなど）がある。露出岩石の年代は、最低地点に近い場所でペンシルベニア紀後期（ゼリアン期、約3億300万年前）から、南部の最高地点（すなわちロッキーリッジ）に近い場所でペルム紀前期（アセリアン期、2億9,700万年前）である。この堆積岩は古代海岸線に沿って海面が上がり、降下したときに堆積しており（デルタ、浅い湖、浅い海のどれかとなる）、最後はアパラチア山脈の形成で隆起された。
ベセルパークはペンシルベニア紀モノンガヘラ層によって基礎ができている。モノンガヘラ層はユニオンタウン層とその下のピッツバーグ層でできており、その基盤はピッツバーグ石炭鉱脈である。アレゲニー郡南部の多くは掘削されており、ペンシルベニア州環境保護省はベセルパークの全てが掘削されたことを示している。
地域の一部はピッツバーグ・ターミナル第8鉱山によって採鉱されており、通常"H"鉱山やカバーデール鉱山と呼ばれた。この鉱山は1920年頃に開削された。カバーデール鉱山の歴史的な操業は、ブリッジビル7.5分地形図で明らかである。モンター鉄道の起動とサウスパーク道路に隣接して「マイン・ダンプ」が見られる。石炭は、ピッツバーグ石炭鉱脈の傾斜にしたがって、傾いた斜面にアクセスする立て坑で掘削された。斜面の坑道は20世紀初期に柱房式の工法から生まれた。カバーデール鉱山は閉鎖され、ほとんど水を入れていない。

## ボロ政府
ベセルパーク・ボロの自治状態はボロ政府に通常ある形態よりも統治権限が大きい。人口を均等に分けた9つの区に区分され、各区からベセルパーク立法委員会の委員を選出し、またボロ全体から1人の首長を選出している。首長と立法委員の任期は4年間である。委員はその代表する区内に居住することを求められている。

## 周辺の町
- ボールドウィン・ボロ
- キャッスルシャノン・ボロ
- マウントレバノン
- ピーターズ・タウンシップ（ワシントン郡内）
- サウスパーク・タウンシップ
- アッパーセントクレア・タウンシップ
- ホワイトホール・ボロ

## 教育
ベセルパークの公共教育はベセルパーク教育学区が管轄している。
セントトマスモア学校は、ベセルパーク内にある私立学校であり、ローマ・カトリック教会ピッツバーグ教区に属し、幼稚園前から8年生までを教えている。

## 人口動態
以下は2000年国勢調査による人口統計データである。
| 基礎データ - 人口: 33,556 人 - 世帯数: 13,362 世帯 - 家族数: 9,540 家族 - 人口密度: 1,108.3人/km2（2,869.8 人/mi2） - 住居数: 13,871 軒 - 住居密度: 458.1軒/km2（1,186.3 軒/mi2） 人種別人口構成 - 白人: 97.10% - アフリカン・アメリカン: 1.02% - ネイティブ・アメリカン: 0.03% - アジア人: 1.11% - 太平洋諸島系: 0.03% - その他の人種: 0.13% - 混血: 0.58% - ヒスパニック・ラテン系: 0.49% 年齢別人口構成 - 18歳未満: 23.7% - 18-24歳: 5.0% - 25-44歳: 26.8% - 45-64歳: 26.5% - 65歳以上: 18.1% - 年齢の中央値: 42歳 - 性比（女性100人あたり男性の人口） - 総人口: 91.9 - 18歳以上: 87.7 | 世帯と家族（対世帯数） - 18歳未満の子供がいる: 30.3% - 結婚・同居している夫婦: 62.0% - 未婚・離婚・死別女性が世帯主: 7.2% - 非家族世帯: 28.6% - 単身世帯: 26.1% - 65歳以上の老人1人暮らし: 12.0% - 平均構成人数 - 世帯: 2.48人 - 家族: 3.01人 収入と家計 - 収入の中央値 - 世帯: 53,791米ドル - 家族: 64,390米ドル - 性別 - 男性: 47,876米ドル - 女性: 32,351米ドル - 人口1人あたり収入: 25,867米ドル - 貧困線以下 - 対人口: 3.7% - 対家族数: 2.5% - 18歳未満: 4.1% - 65歳以上: 3.8% |

## 見どころ
- サウスヒルズ・ビレッジ、ショッピングモール
- 町の公園11か所
- ベセルパーク・コミュニティセンター[17]
- サウスパーク[18]
- サウスパーク・ウェーブプール
- サウスパーク・ハンドレッドエーカーズ・マナー
- ブレイドランナーズ

ベセルパークは、ピッツバーグ地域で初のドライブイン・シアター、サウスパーク・ドライブインがあった場所でもある。1940年8月27日オープンし、1985年9月1日に閉鎖された。州道88号線沿いで、サウスパークへの入口の北にあった。サウスパーク・コモンズ、ジフィリューブ、アービーズがその跡に入っている。

## 著名な出身者
- バーバラ・フェルドン、女優